# Skeiðará

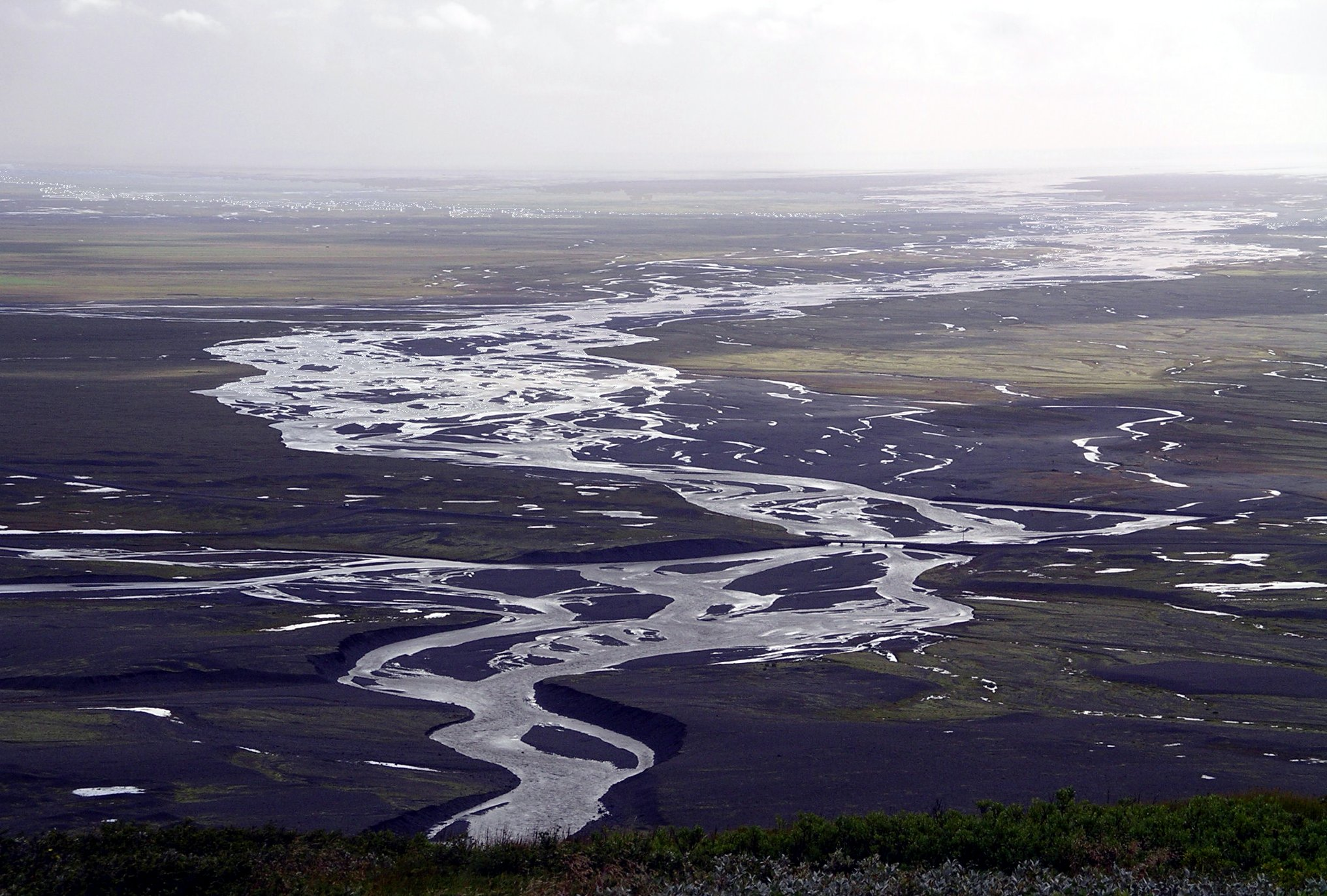
Gezien vanaf Skaftafell.

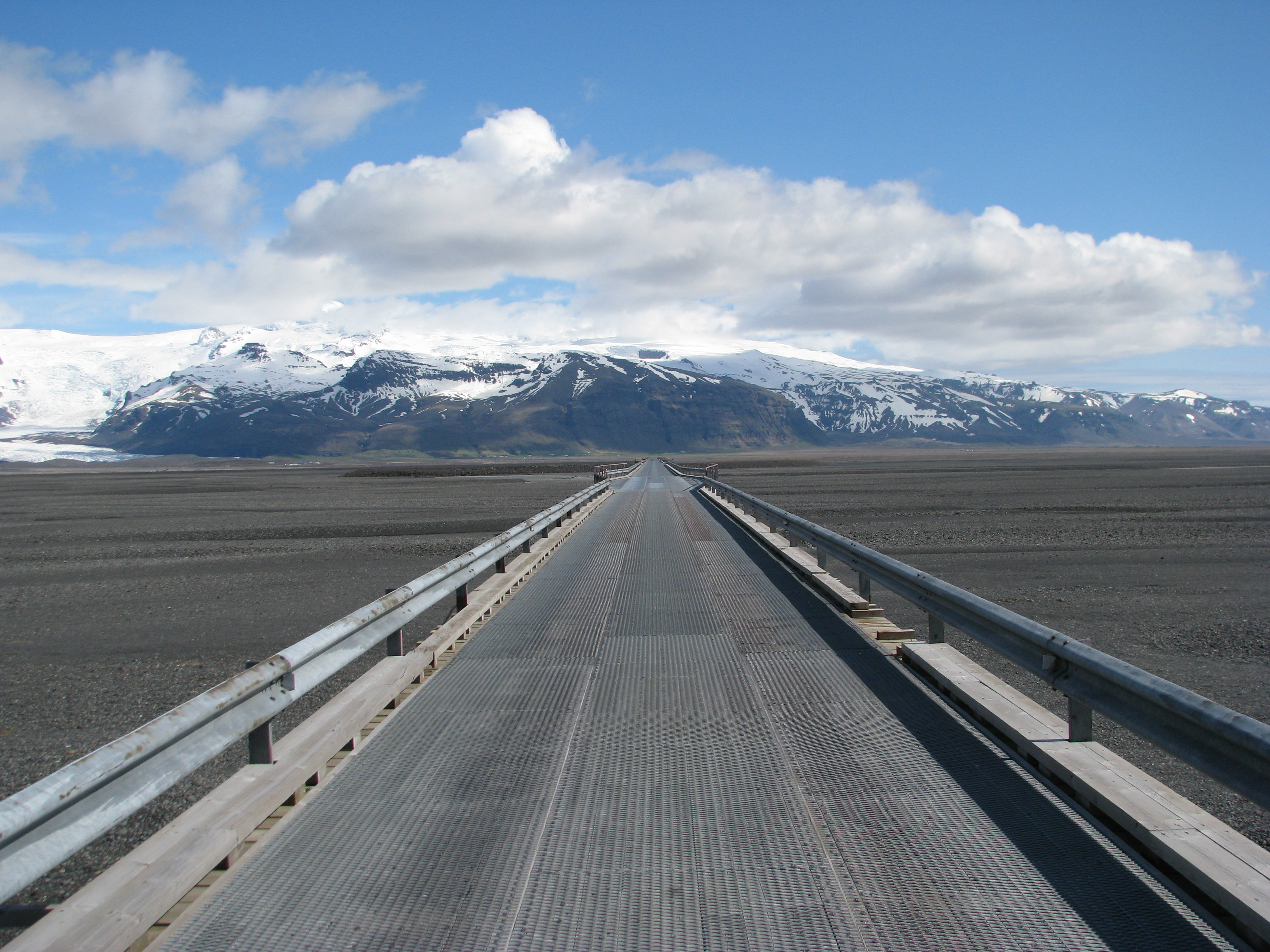
De Skeiðarárbrú, ooit de langste brug van IJsland.

De Skeiðará is met zijn lengte van ongeveer 30 kilometer relatief kort, maar het is toch een van IJslands grootste gletsjerrivieren. De rivier heeft zijn bron in de Skeiðarárjökull, een van de uitlopers van IJslands grootste gletsjer Vatnajökull in het zuiden van IJsland.
Op 11 juli 1974 werd de 904 meter lange brug Skeiðarárbrú over de rivier voor het verkeer geopend, en met deze langste brug van IJsland werd toen de ringweg voltooid. Daarvoor moest men, om met de auto de andere kant van de rivier te kunnen komen, een omweg van meer dan 1000 kilometer maken. Deze brug is in 2018 door een veel kortere brug vervangen en ligt er nu verlaten bij.
Ondanks zijn korte loop heeft de rivier een slechte reputatie. De Skeiðará wordt vooral gevreesd vanwege de frequente gletsjerdoorbraken (IJslands: jökulhlaup). De oorzaak zijn de uitbarstingen van de zeer actieve vulkaan Grímsvötn die onder de ijskap van de Vatnajökull ligt. De laatste gletsjerdoorbraak vond plaats in 1996; toen werden delen van de brug vernietigd. Op het topmoment werd er 45.000 m³/s smeltwater naar zee afgevoerd en is de al bestaande sandur aanzienlijk in omvang toegenomen.